# Bernd Lucke
Bernd Lucke (Berlim, 19 de agosto de 1962) é um economista e político alemão (AFD). Ele é professor de macroeconomia da Universidade de Hamburgo. Ele co-fundou a Alternativa Eleitoral 2013, foi fundamental para o estabelecimento do partido eurocético Alternativa para Alemanha em Fevereiro 2013 e é um dos três porta-vozes eleitos do partido, que juntos formam o chefe executivo do partido.
Em Julho de 2015, após perder a liderança da Alternativa para a Alemanha para Frauke Petry, decidiu romper com este partido e, fundar um novo: Aliança pelo Progresso e Ressurgimento.
Lucke fui um defensor do euro quando foi introduzido, mas dentro das cláusulas de Maastricht e de no-bailout (sem resgates), ficou desencantado com as políticas seguidas depois de 2010. Na sua proposta defende uma dissolução progressiva e estruturada da zona euro, com os países do Sul - Grécia, Chipre, Portugal, Espanha e Itália, a abandonar o barco em primeiro lugar. 